# Большекуналейское сельское поселение
Большекуналейское се́льское поселе́ние (бур. Ехэ Хунилаанай hомон) — муниципальное образование в Тарбагатайском районе Бурятии Российской Федерации.
Административный центр — село Большой Куналей.

## История
Статус и границы сельского поселения установлены законом Республики Бурятии от 31 декабря 2004 года № 985-III «Об установлении границ, образовании и наделении статусом муниципальных образований в Республике Бурятия».

## Население
| 2002  | 2011  | 2012  | 2013  | 2014  | 2015  | 2016  |
| ----- | ----- | ----- | ----- | ----- | ----- | ----- |
| 1362  | ↘1144 | ↘1121 | ↘1100 | ↘1093 | ↘1072 | ↘1035 |
| 2017  | 2018  | 2019  | 2020  | 2021  | 2023  | 2024  |
| ↘1016 | ↘1009 | ↘994  | ↘958  | ↘952  | ↘929  | ↘895  |

## Состав сельского поселения
| № | Населённый пункт | Тип населённого пункта       | Население |
| - | ---------------- | ---------------------------- | --------- |
| 1 | Большой Куналей  | село, административный центр | ↘895      |